# Місячний заєць

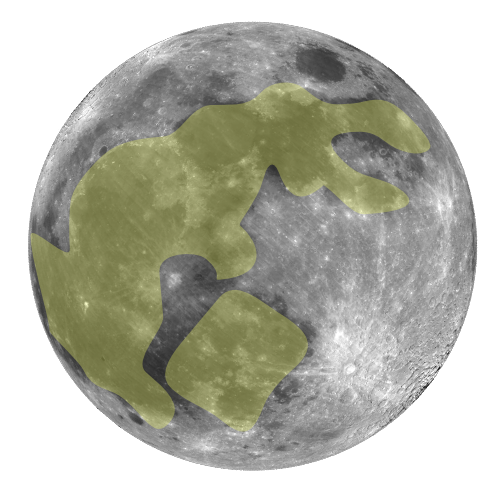
Обриси зайця на місячному диску

Місячний заєць — у фольклорі різних народів світу заєць або кролик, який живе на Місяці. Це уявлення виникло в результаті парейдолічної зорової ілюзії — темні плями на поверхні Місяця сприймалися як фігура зайця або кролика.

## У Китаї
Найбільш ранньою згадкою про Місячного зайця є поетична збірка «Чуські строфи», написана у стародавньому Китаї за часів династії Західна Хань. У збірці сказано, що в Місячному палаці живе білий місячний заєць (кит.: 月兔; піньїнь: yuè tù, юе ту), який, сидячи в тіні коричного дерева гуйхуа, цілий рік товче у ступі зілля безсмертя. Інші поети часів династії Хань часто називали місячного зайця «нефритовим зайцем» (кит.: 玉兔; піньїнь: yù tù, юй ту) або «золотим зайцем» (кит.: 金兔; піньїнь: jīn tù, цзінь ту), і ці сполучення стали часто використовуватися для позначення Місяця.
Трохи пізніше в Китаї з'явився міф про Чан'е, дружину стрілка Хоу Ї, яка вкрала зілля безсмертя, полетіла на Місяць і перетворилася там на жабу. У більш пізніх версіях перекази про Чан'е і місячного зайця поступово злилися в одне ціле, і почали вважати, що Чан'е стала богинею Місяця і живе в Місячному палаці разом з місячним зайцем.

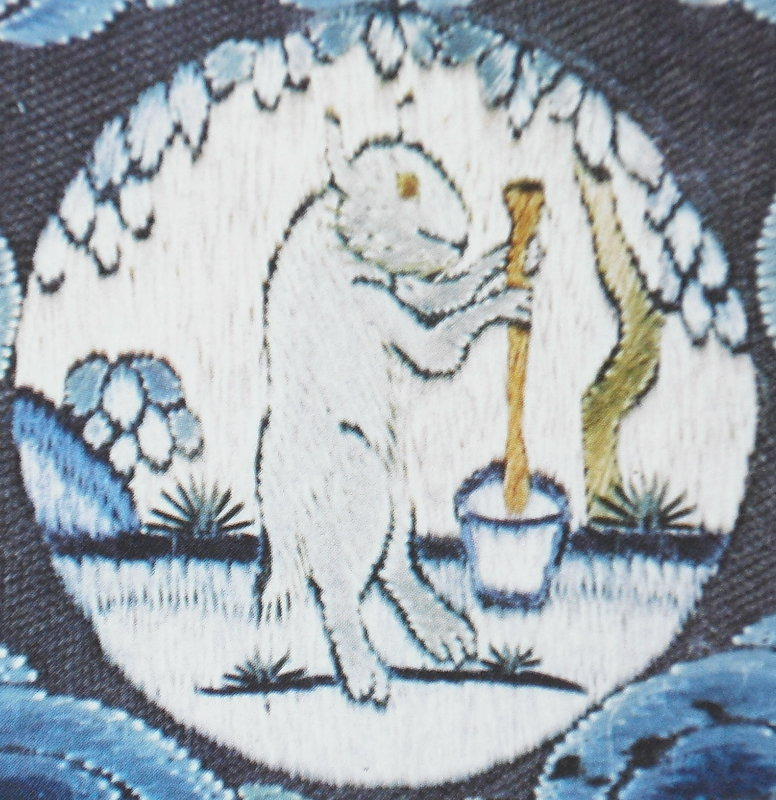
Місячний заєць товче зілля безсмертя. Вишивка з китайської імператорської мантії, XVIII ст.

## В Індії
В індійському фольклорі говорилося, що зайця на Місяць помістив бог Індра: одного разу заєць, приймаючи божественного гостя в образі жебрака, не знайшов для нього ніякої їжі і засмажив самого себе. Захоплений цим вчинком Індра воскресив зайця і помістив його на Місяць, зробивши таким чином безсмертним.

## В Месоамериці
В доколумбовій Месоамериці теж побутувало уявлення про місячного зайця. Так, ацтекський міф про початок п'ятої, сучасної епохи світу пояснює появу світил таким чином: боги Нанауацин і Теккіцекатль спалили себе на жертовному вогнищі, ставши відповідно Сонцем і Місяцем. Місяць-Теккіцекатль був майже таким же яскравим, як Сонце-Нанауацин, тому один з богів схопив із землі зайця і жбурнув його в Теккіцекатля, що стримало світло місяця.

## Цікаві факти
Перший китайський місяцехід, який успішно дістався поверхні Місяця 15 грудня 2013 року, названий «Юйту» — «Нефритовий заєць».